# Grönkrombek
Grönkrombek (Sylvietta virens) är en fågel i familjen afrikanska sångare inom ordningen tättingar. Den förekommer i busk- och skogsmarker i västra och centrala Afrika. Beståndet anses vara livskraftigt.

## Utseende och läte
Grönkrombek är en liten och i stort sett stjärtlös tätting. Fjäderdräkten är olivgrön, med något mörkare hjässa och ljusare ögonbrynsstreck. Färgen på undersidan varierar geografiskt, från brungrå till beigegul. Arten är mycket lik citronkrombek, men är något större och mer långnäbbad, med mindre gult på undersidan. Sången är en snabb melodisk fallande ramsa.

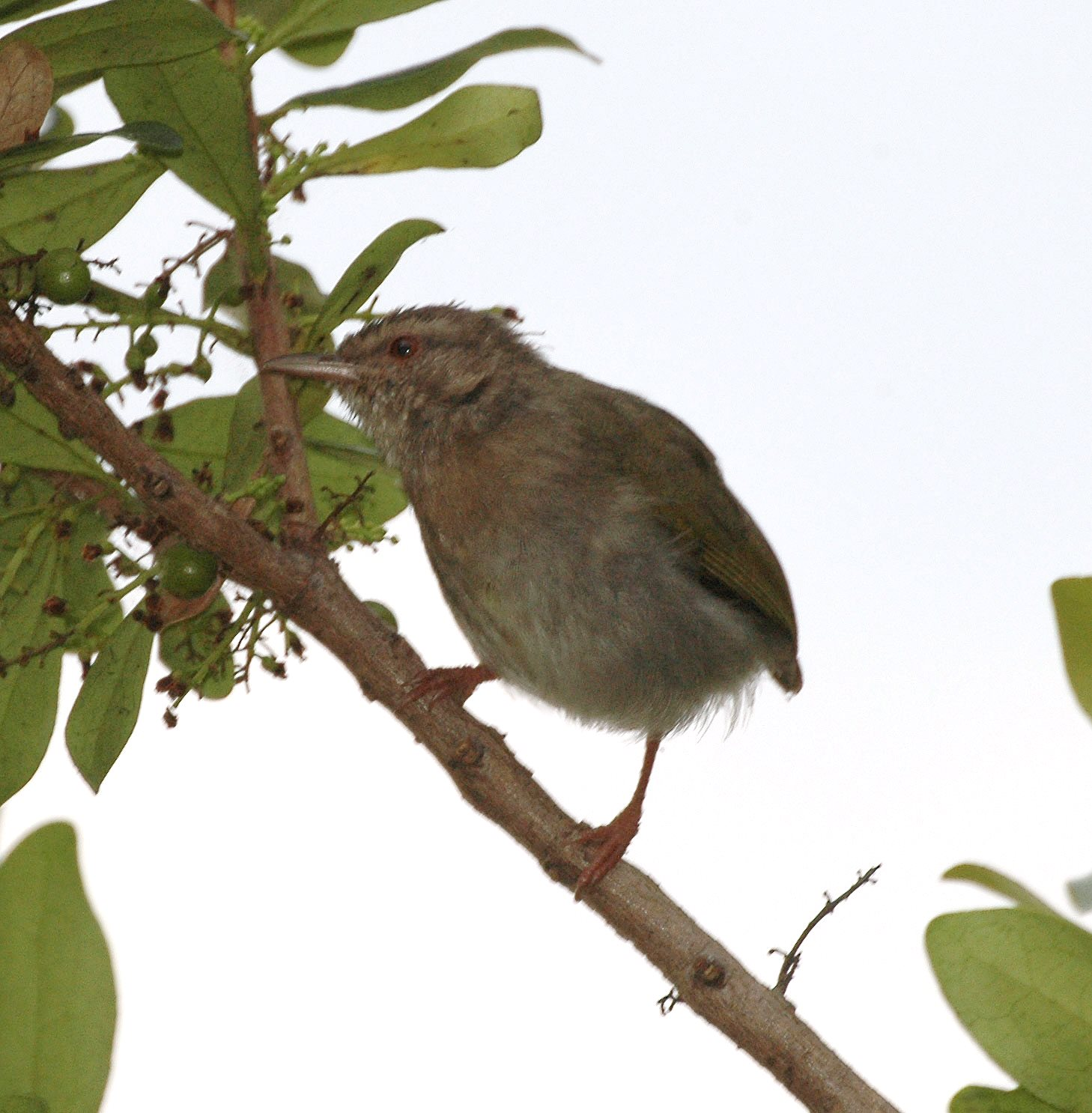

## Utbredning och systematik
Grönkrombek delas in i fyra underarter med följande utbredning:
- Sylvietta virens flaviventris – förekommer från Senegal och Gambia till sydvästra Nigeria
- Sylvietta virens virens – förekommer från sydöstra Nigeria till Kamerun, Gabon och centrala Kongo-Kinshasa
- Sylvietta virens tando – förekommer i södra Demokratiska republiken Kongo och nordvästra Angola
- Sylvietta virens baraka – förekommer från östra Demokratiska republiken Kongo till Kenya

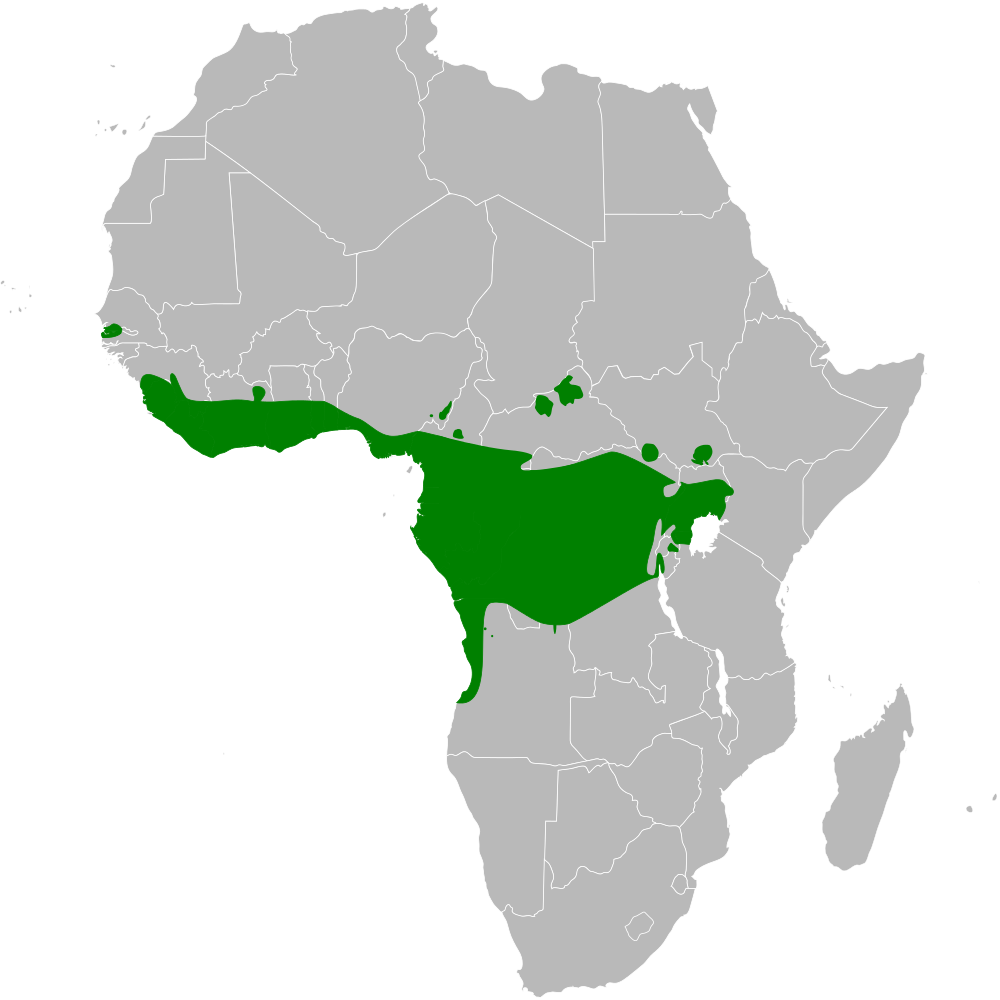
Utbredningsområdet för grönkrombek.

### Familjetillhörighet
Tidigare placerades krombekarna i den stora familjen Sylviidae, men DNA-studier har avslöjat att denna är parafyletisk gentemot andra fågelfamiljer som lärkor, svalor och bulbyler. Sylviidae har därför delats upp i ett antal mindre familjer, däribland den nyskapade familjen afrikanska sångare där krombekarna ingår, men även långnäbbarna i Macrosphenus samt de udda sångarna damarasångare, mustaschsångare, fynbossångare och stråsångare.

## Levnadssätt
Arten hittas i de nedre skikten i regnskog, ungskog och buskmarker, ofta i par eller smågrupper. Den är svår att få syn på och upptäcks ofta genom sina läten.

## Status och hot
Arten har ett stort utbredningsområde, men tros minska i antal, dock inte tillräckligt kraftigt för att den ska betraktas som hotad. Internationella naturvårdsunionen IUCN listar arten som livskraftig (LC). Världspopulationen har inte uppskattats men den beskrivs som vida spridd och ganska vanlig till vanlig.